# Francisco Sá Carneiro repülőtér
A Francisco Sá Carneiro repülőtér (IATA: OPO, ICAO: LPPR) egy nemzetközi repülőtér Portugáliában, Porto közelében.

## Futópályák
A repülőtér futópályái:
- 17/35

## Forgalom
Az utasforgalom az elmúlt években az alábbi módon változott:
| Utasok száma | 67 555 | 197 368 | 450 312 | 514 737 | 1 355 682 | 2 284 926 | 2 675 823 | 4 508 533 | 9 378 206 | 12 637 645 |
|              | 1963   | 1969    | 1976    | 1982    | 1990      | 1997      | 2003      | 2009      | 2016      | 2022       |